# Městská hora
Die Městská hora (deutsch Stadtberg) ist ein Hügel im Zentrum der Stadt Beroun in Tschechien. Er liegt 600 Meter südwestlich des Berouner Ringes und gehört zu den Ausläufern der Křivoklátská vrchovina (Pürglitzer Bergland). Auf seinem Gipfel befindet sich ein betonener Aussichtsturm.

## Lage und Umgebung
Der bewaldete Hügel erhebt sich linksseitig über der Einmündung der Litavka in die Berounka. Gegen Norden fällt er ins Tal der Berounka und südlich ins Tal der Litavka ab. Westlich erhebt sich der Děd (492 m).
Nördlich der Městská hora liegt das Stadtviertel Sídliště Hlinky, östlich die Altstadt, im Süden Zavadilka und südwestlich die Pilsener Vorstadt (Plzeňské předměstí). Am südöstlichen Fuße des Hügels befindet sich die Kirche vor dem Tor (Zábranský kostel).

## Aussichtsturm
Nachdem das örtliche Unternehmen Jelínek & Söhne 1934 den Auftrag für den Bau eines Wasserwerkes an der Městská hora erhalten hatte, schlug es der Stadt die Auftragserweiterung um einen Aussichtsturm für 50.000 Kronen vor. Die Stadt nahm das Angebot an, bewilligte jedoch nur 35.000 Kronen für den Bau. Jelínek & Söhne überarbeitete daraufhin ihr Projekt. Der 13 Meter hohe Turm mit überdachter Aussichtsterrasse in 11 m Höhe wurde zu Ostern 1936 eröffnet. Die Turmkonstruktion erinnert an die damalige Form von Sprungtürmen in Freibädern. Die Einnahmen aus den Eintrittsgeldern wurden zu einem Fünftel für die Betreuung von Kriegsinvaliden verwendet. Nachdem der Turm in den 1990er Jahren wegen Baufälligkeit geschlossen worden war, wurde er 1999 nach erfolgter Sanierung durch die Stadt wiedereröffnet.
Der Turm bietet eine Aussicht auf die Stadt sowie zu den Bergen des Böhmischen Karstes und der Křivoklátská vrchovina.